# Чикана феминизъм
Чикана феминизмът (от нахуатъл: Chicana или Xicana), също наричан Чиканизъм, е феминизъм на живеещите в Съединените американски щати мексиканки.
Освен традиционните проблеми, които се наблюдават във всички общества, като приписване на задължителни роли, ограничени само до отлеждането на деца и дома, в Мексико не се гледа добре на жени, които заговарят мъже, особено непознати, а в същото време мъжете са окуражавани и дори хвалени, ако имат повече любовници, дори ако са женени, и се смятат за герои за това, като за проституцията се винят само жените, а мъжете са оневинявани.
В началото на ХХ век и вече през 1940-те години има голямо количество мексиканци в САЩ, особено в по-големите градове като Лос Анжелис. Когато през 1970-те години започва движението за права на жените и тяхното равно представяне в обществото, възможности за работа наравно с мъжете и т.н., мексиканките чувстват, че имат нужда да се включат в това течение и формират своя организация, чиито основателки се смятат за героини сред мексиканките. Така е формирана през 1973 г. Феминистката комисия на мексиканките (Comisión Femenil Mexicana Nacional).
|  | Тази страница частично или изцяло представлява превод на страницата Chicana feminism в Уикипедия на английски. Оригиналният текст, както и този превод, са защитени от Лиценза „Криейтив Комънс – Признание – Споделяне на споделеното“, а за съдържание, създадено преди юни 2009 година – от Лиценза за свободна документация на ГНУ. Прегледайте историята на редакциите на оригиналната страница, както и на преводната страница, за да видите списъка на съавторите. ВАЖНО: Този шаблон се отнася единствено до авторските права върху съдържанието на статията. Добавянето му не отменя изискването да се посочват конкретни източници на твърденията, които да бъдат благонадеждни. |